# Nagiella quadrimaculalis
Nagiella quadrimaculalis là một loài bướm đêm trong họ Crambidae.